# Bodeng sar
Bodeng sar es una película de drama camboyano de 2021 dirigida por Kavich Neang. Fue seleccionada como la entrada camboyana en la Mejor Película Internacional en la 94.ª edición de los Premios de la Academia.

## Sinopsis
La vida de tres amigos da un vuelco cuando el enclave de artistas donde residen, el edificio blanco, está programado para ser demolido.

## Reparto
- Piseth Chhun
- Chinnaro Soem